# Low-Level Reader Protocol
Low-Level Reader Protocol（LLRP）は、2007年にEPCGlobal（GS1）が批准した、RFIDリーダのネットワークインターフェースを標準化するためのプロトコル。

## 解説
異なるメーカーのRFIDリーダを共通のプログラミングインターフェースを用いて開発できるように設計されている。